# Körmend
Körmend (in tedesco Kirment, in sloveno Kermendin) è una città di 12 128 abitanti situata nella contea di Vas, nell'Ungheria nord-occidentale.

## Amministrazione

### Gemellaggi
- Heinävesi, Finlandia
- Fürstenfeld, Austria

## Sport
In città ha sede la squadra di basket Körmend Kosárlabda Csapat